# 白天 (少将)
白天（1906年12月3日—1973年11月18日），原名魏巍，族名冀承，别名浩然。湖南省隆回县司门前镇金潭村人。国民革命军少将、第九十三军参谋长。中国人民解放军开国少将。中共七大候补代表。

## 生平
家有姊妹七人，是唯一男孩。父亲魏毓翘，曾任湖南省造币厂副厂长，早逝。1920年，其族叔魏毓温夺产，扬言要打死他，赴长沙住到姊夫邹鹏振（赵恒惕部下团长）家就读，参加过学生爱国运动。
1947年根据林彪的“一点两面三三制”的精神，写了《目前的战役问题》的小册子，经林彪修正后，即以司令部的名义印发部队作教材，后因个别人不同意以机关名义下发，应予收回，于是白天便离开东北，经平壤、大连至胶东，时值范汉杰扫荡胶东，经渤海、冀中至平山县，任总部教育处长。
1947年冬，经中共中央工作委员会书记刘少奇批准，撤销了白天在延安审干中的保留问题。
1957年3月被授予少将军衔。1973年11月18日，因患肺癌在北京去世。